# 欧洲社会基金

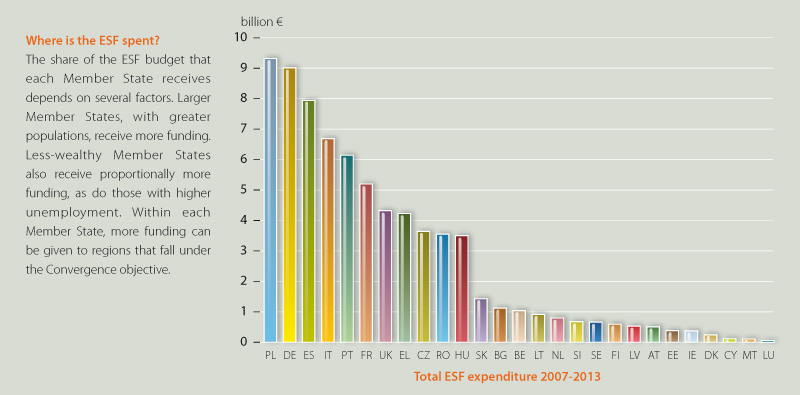
各国支出

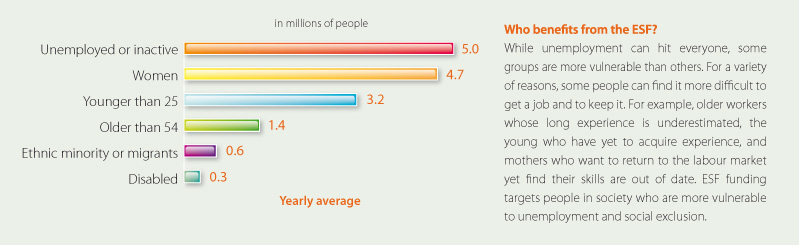
受益者人口结构

欧洲社会基金（英语：European Social Fund，简称ESF）是欧盟支持成员国就业以及促进经济与社会凝聚力的主要金融工具。欧洲社会基金支出约占欧盟总预算的10％。
欧洲社会基金是欧洲结构与投资基金（ESIF）之一，后者致力于改善欧盟各区域的社会凝聚力和经济福祉，是再分配性金融工具，通过将支出集中在欠发达地区来增强欧洲内部的凝聚力。 
通过共同筹资的国家、地区与地方项目，提高了成员国及其地区的就业水平、就业质量与劳动力市场的包容性，欧洲社会基金为欧盟创造了更多与更好的就业机会。 